# Регулювання вогнепальної зброї у Фінляндії
Регулювання вогнепальної зброї у Фінляндії включає в себе політичні та регуляторні аспекти використання вогнепальної зброї в країні. Полювання та стрілецький спорт є поширеним хобі. Приблизно 300 000 людей мають дозвіл на полювання, а 34 000 осіб є членами спортивних стрілецьких клубів. Понад 1 500 осіб є ліцензованими колекціонерами зброї. Крім того, багато резервістів практикують свої навички, використовуючи власні напівавтоматичні гвинтівки і пістолети після проходження військової служби.
Легальна вогнепальна зброя у Фінляндії підлягає реєстрації та ліцензуванню на кожну одиницю. У країні зареєстровано приблизно 1,5 мільйона одиниць стрілецької зброї. З них 226 000 - це короткоствольна зброя (пістолети, револьвери), а решта - довгоствольна (гвинтівки, рушниці). Приблизно 650 000 людей мають принаймні один дозвіл, що означає, що 12% фінів володіють вогнепальною зброєю. Загалом, рівень легального володіння зброєю схожий на такі країни, як у Швеції, Франції, Канаді та Німеччині. За оцінками, кількість нелегальної, незареєстрованої вогнепальної зброї становить від кількох десятків тисяч до мільйона одиниць. Вважається, що значна частина цієї зброї - це зброя, прихована після Другої світової війни.
Чинний Закон про вогнепальну зброю 1998 року є майже повним переписуванням попереднього закону 1933 року. Після вступу Фінляндії до Європейського Союзу закон було переглянуто з метою приведення його у відповідність до Європейської директиви про вогнепальну зброю. Після інцидентів зі стріляниною в школах у 2007 і 2008 роках, коли злочинці використовували напівавтоматичні пістолети калібру .22, законодавство щодо контролю короткоствольної вогнепальної зброї було значно посилено в 2011 році. Тим не менш, жоден тип вогнепальної зброї не є повністю забороненим, і, в принципі, людина може подати заявку на отримання ліцензії на будь-який тип зброї.

## Регулювання
Володіння та використання вогнепальної зброї регулюється Законом про вогнепальну зброю від 1998 року. Для володіння вогнепальною зброєю завжди потрібна ліцензія, і вся зброя реєструється. Вогнепальну зброю можна носити тільки тоді, коли вона використовується з певною метою (наприклад, полювання, стрільба в тирі). Під час транспортування зброї до місця або з місця такої діяльності зброя повинна бути розряджена і зберігатися в чохлі або футлярі. Власник зброї несе відповідальність за те, щоб зброя та боєприпаси не потрапили до сторонніх осіб. Точні вимоги щодо зберігання вогнепальної зброї залежать від її типу та кількості.
Пневматична зброя калібру до 6,35 мм (0,25 дюйма) не регулюється, незалежно від її дульної енергії. Пневматична зброя більшого калібру потребує дозволу, якщо тільки особа вже не має ліцензії на вогнепальну зброю. Луки та арбалети у Фінляндії не регулюються, тоді як перцевий балончик регулюється. Супресори вважаються компонентами вогнепальної зброї, але можуть використовуватися без окремого ліцензування. Місткість магазина за звичайною ліцензією обмежена: максимум 21 патрон для короткоствольної зброї та 11 патронів для довгоствольної зброї. Щодо інших аксесуарів до вогнепальної зброї не існує жодних правил.
Особа, яка не має ліцензії, може використовувати вогнепальну зброю лише під безпосереднім наглядом. Просте незаконне володіння вогнепальною зброєю карається штрафом або позбавленням волі на строк до двох років, хоча можуть застосовуватися і більш суворі покарання, наприклад, у випадку повністю автоматичної зброї або використання її для вчинення інших злочинів. Однак неліцензовану зброю завжди можна здати без наслідків, за умови, що це відбувається за ініціативою особи, яка володіє зброєю.
Певні види боєприпасів, такі як експансивні пістолетні патрони або запалювальні патрони, потребують спеціального дозволу (на додаток до ліцензії на вогнепальну зброю) для придбання. Кількість боєприпасів, якими може володіти особа, не обмежується Законом про вогнепальну зброю. Однак застосовується законодавство, пов'язане з безпечним зберіганням вибухових матеріалів. Зазвичай це означає максимум 20 000 набоїв (включно з незакріпленими капсулями) і 2 кг пороху на одне домогосподарство, причому більші кількості вимагають окремого зберігання.

## Пропоновані зміни до положення
Наразі ведеться робота над спрощенням процесу отримання ліцензії у простих випадках. Заявник, який вже має наявні дозволи та підтверджену репутацію відповідального власника, зможе легше подавати заявки на отримання подальших дозволів.
У 2017 році ЄС ухвалив зміни до Директиви про вогнепальну зброю, які стали відомими як «Заборона на вогнепальну зброю в ЄС». Основною зміною для користувачів вогнепальної зброї стане те, що самозарядні магазини для гвинтівок і пістолетів місткістю понад 10 і 20 патронів відповідно стануть більш суворим об'єктом контролю. Згідно з новим законом, вони будуть доступні лише спортивним стрільцям та резервістам, але не мисливцям. Свідоме (неліцензійне) володіння таким магазином призведе до анулювання будь-якої ліцензії на вогнепальну зброю.

## Ліцензування
Подаючи заяву на отримання ліцензії на придбання вогнепальної зброї, заявник повинен заповнити форму з такою інформацією, як тип і режим роботи зброї, а також передбачувана мета використання (хоча можна використовувати будь-яку вогнепальну зброю з будь-якою законною метою, незалежно від початкового призначення, наприклад, стрілецьку рушницю для полювання або навпаки). Відповідно до закону, вогнепальна зброя повинна відповідати заявленій меті, але її оцінка значною мірою залишається на розсуд поліції. Наприклад, хоча AR-15 підходить для практичної стрільби, поліція може вважати його непридатним для полювання.
Вагомими причинами для отримання ліцензії на вогнепальну зброю є:
|   | Причина            | Опис |
| - | ------------------ | --- |
| 1 | полювання          | Очікується наявність дійсного дозволу на полювання. Мінімальна дулова енергія для різних видів дичини, обмеження місткості магазина тощо визначаються окремим законодавством.             |
| 2 | Спорт і хобі       | Тип зброї повинен відповідати дисципліні. Очікується підтвердження наявності хобі. Для пістолетів і револьверів застосовуються додаткові вимоги.                                          |
| 3 | Робота             | Потреба у вогнепальній зброї має бути обґрунтована. Очікується відповідна підготовка. |
| 4 | Кіно і театр       | |
| 5 | Музей або колекція | Особа або організація, яку Міністерство внутрішніх справ затвердило як колекціонера зброї.                                                                                                |
| 6 | Пам'ять            | Предмет має важливе значення для людини або сім'ї. |
| 7 | Сигнальна          | Сигнальні ракети, наприклад, для безпеки на човнах. |
| 8 | Проксі-власність   | Особи віком 15-17 років можуть брати участь у спортивній стрільбі або полюванні самостійно, але за транспортування та зберігання зброї відповідає дорослий, який має відповідну ліцензію. |

Процес розгляду заявки включає перевірку судимостей, співбесіду з поліцією, а в деяких випадках - комп'ютерний психологічний тест або медичну довідку про стан здоров'я. Будь-яка значна історія насильства або інших злочинів, зловживання наркотичними речовинами або проблеми з психічним здоров'ям стануть причиною відхилення заявки. Членство в мисливському чи стрілецькому клубі або іншій відповідній організації вважається позитивним фактором, хоча членство не може бути юридично обов'язковим, оскільки Конституція Фінляндії гарантує свободу об'єднань.
Якщо заявка схвалена, заявнику надсилається дозвіл на придбання поштою. Дилер (або приватна особа) може продати вогнепальну зброю лише за наявності у покупця відповідних документів. Періоду очікування як такого немає, але на практиці розгляд заявки займає щонайменше кілька днів, а зазвичай - кілька тижнів. Ліцензії можуть бути дійсними або до подальшого повідомлення, або на певний термін, що іноді буває у випадку, коли людина подає заяву на отримання першої ліцензії, і завжди з першою ліцензією на пістолет. Власник ліцензії може також позичати іншу вогнепальну зброю з тієї ж або меншої категорії (наприклад, ліцензія на гвинтівку дозволяє позичати дробовики й малокаліберні гвинтівки, але не пістолети) і купувати боєприпаси до будь-якої вогнепальної зброї, якою він володіє або яку йому дозволено позичати.
Класифікація вогнепальної зброї
З юридичної точки зору вогнепальна зброя поділяється на 13 різних типів:
|    | Тип                             | опис |
| -- | ------------------------------- | --- |
| 1  | Дробовик                        | Гладкоствольна вогнепальна зброя, призначена для використання з опорою на плече.                                                           |
| 2  | Гвинтівка                       | Нарізна вогнепальна зброя, призначена для використання з опорою на плече.                                                                  |
| 3  | Малокаліберна гвинтівка         | Гвинтівка під патрон до .22 калібру |
| 4  | Пістолет                        | Вогнепальна зброя, призначена для використання однією рукою.                                                                               |
| 5  | Малокаліберний пістолет         | Пістолет під набій .22 калібру з обоймою.                                                                                                  |
| 6  | Револьвер                       | Вогнепальна зброя, призначена для використання однією рукою з обертовим патронником.                                                       |
| 7  | Малокаліберний револьвер        | Револьвер під патрон до .22 калібру |
| 8  | Комбінована зброя               | Довга вогнепальна зброя з двома або більше стволами, принаймні один з яких нарізний, а один гладкоствольний.                               |
| 9  | Газова зброя                    | Вогнепальна зброя, здатна стріляти тільки газовими патронами.                                                                              |
| 10 | Сигнальний пістолет             | Вогнепальна зброя, здатна стріляти лише сигнальними патронами.                                                                             |
| 11 | Порохова зброя                  | Вогнепальна зброя розроблена та виготовлена для використання лише з чорним порохом.                                                        |
| 12 | Будь-яка інша вогнепальна зброя | Універсальна категорія для вогнепальної зброї, яка не вписується в наведені вище категорії за своїми розмірами чи іншими характеристиками. |
| 13 | Знешкоджена вогнепальна зброя   | Вогнепальна зброя, яка була остаточно виведена з ладу відповідно до встановлених інструкцій.                                               |

Вогнепальна зброя вважається короткою, якщо її загальна довжина не перевищує 600 мм або довжина ствола не перевищує 300 мм. У будь-якому іншому випадку вогнепальна зброя вважається довгою вогнепальною зброєю.
Вогнепальна зброя також поділяється на чотири режими роботи:
|   | Режим                     | опис |
| - | ------------------------- | --- |
| 1 | Однозарядний              | Зброю потрібно приводити в бойове положення та зводити за допомогою зовнішньої сили, а після кожного пострілу вручну заряджати в неї новий патрон                                                                         |
| 2 | Однозарядний з магазином  | Вогнепальну зброю потрібно зводити і ставити на бойовий взвод за допомогою зовнішньої сили, а новий патрон дістається безпосередньо з магазина. Револьвери також належать до цієї категорії.                              |
| 3 | Самозарядний однозарядний | Вогнепальна зброя заряджається і зводиться за рахунок використання енергії, виробленої при пострілі попереднім патроном або іншим джерелом живлення. З кожним натисканням на спусковий гачок відбувається один постріл.   |
| 4 | Автоматичний вогонь       | Вогнепальна зброя заряджається і зводиться за рахунок використання енергії, отриманої від пострілу попереднього патрона або іншого джерела живлення. Одним натисканням на спусковий гачок можна зробити кілька пострілів. |

Субкомпактні пістолети
Пістолет вважається субкомпактним або «кишеньковим», якщо він вміщується в прямокутну коробку розміром 180 х 130 мм. До цієї зброї, яку легко приховати, застосовується спеціальне законодавство, і вона не ліцензується для спортивних цілей. Деякі поширені пістолети, такі як Glock 19, підпадають під цей опис, і тому, як правило, недоступні, наприклад, для стрільців та членів IPSC у Фінляндії.
Особливо небезпечна вогнепальна зброя
Деякі види вогнепальної зброї вважаються «особливо небезпечними». Ліцензії на таку зброю можуть бути видані лише в дуже обмежених випадках і призначені, в основному, для визнаних колекціонерів та для зйомок фільмів. Вогнепальна зброя вважається особливо небезпечною, якщо:
- її режим роботи - автоматичний вогонь
- є гарматою, ракетною установкою або аналогічною системою озброєння
- замаскована під інший об'єкт

Зі змінами до Директиви ЄС про вогнепальну зброю гвинтівки з магазином ємністю понад 10 набоїв і пістолети з магазином ємністю понад 20 набоїв були віднесені до категорії А, або забороненої зброї. У фінській номенклатурі ця зброя віднесена до категорії особливо небезпечної, що суттєво обмежує її доступність для досвідчених практичних стрільців і тих, хто бере активну участь у діяльності резервістів. Ця ж зброя може використовуватися з магазинами меншої місткості і не вважатися особливо небезпечною.
Короткоствольні рушниці та карабіни
Короткоствольні гвинтівки та пістолетні карабіни підпадають під категорію «будь-яка інша вогнепальна зброя», і, хоча вони не обмежені законом, на них важче отримати ліцензію. Основна проблема полягає в тому, що, оскільки їх легко приховати, вони становлять особливу небезпеку в разі викрадення та потрапляння до рук злочинців.

## Індивідуальний захист і самооборона
У 1980-х і 1990-х роках приблизно 7% ліцензій на вогнепальну зброю було видано з метою особистого захисту. Однак зараз видача ліцензій на цій підставі припинена, хоча наявні дозволи залишаються дійсними. Досі можна отримати ліцензію на використання перцевого балончика з метою самозахисту, якщо існує конкретна загроза. Носіння вогнепальної зброї, ліцензованої для полювання або спортивного використання, поза межами цієї діяльності не дозволяється. Тим не менш, людина може законно захищати себе будь-якими доступними засобами, включаючи вогнепальну зброю. Будь-яке застосування сили завжди має бути пропорційним загрозі.

## Роль у злочинах
У 2010-2015 роках вогнепальну зброю використано в 15% усіх убивств, включно зі самогубствами. При кримінальних правопорушеннях 73% вогнепальної зброї  перебувала у злочинця в незаконному володінні.
Дві шкільні стрілянини в Йокела в 2007 році і Каухайокі в 2008 році є масовими вбивствами у Фінляндії, жертвами яких стали 8 і 10 осіб відповідно. В обох випадках злочинець був озброєний пістолетом калібру 0,22, придбаним незадовго до цього.. У випадку з Пеккою-Еріком Аувіненом, батьки намагалися відправити його до психіатричної амбулаторної клініки для лікування депресії та тривожності, але їм відмовили через його ймовірні легкі симптоми. Аувінен часто зазнавав знущань у школі, і школярі повідомили про зміни в його поведінці молодіжному працівникові, заявивши, що він діяв загрозливо. Поліція захистила своє рішення, заявивши, що в наявній інформації не було нічого підозрілого, тому не було підстав для відхилення заявки. У 2011 році законодавство було переглянуто, і тепер ліцензії на пістолет можуть бути видані лише після дворічного періоду документально підтвердженого активного хобі стрільби з пістолета і лише особам віком від 20 років.

## Роль у самогубствах
У 2013 році вогнепальна зброя (як легальна, так і нелегальна) була використана у 18% самогубств. Данні вказують на те, що кількість самогубств неухильно знижується, тоді як кількість вогнепальної зброї залишається незмінною.

## Військовий резерв
Військова табельна зброя зберігається Зброєними силами Фінляндії й видається лише під час підготовки резервістів або мобілізації.